# FK Banat Zrenjanin
O Fudbalski Klub Banat Zrenjanin (sérvio:Фудбалски клуб Банат Зрењанин)  é uma equipe de futebol da cidade de Zrenjanin, da província de Voivodina, na Sérvia. Suas cores são vermelho e preto. 
Foi fundado em 2006, após a fusão de 2 outros clubes: FK Budućnost Banatski Dvor, da pequena cidade de Banatski Dvor, e outro clube de Zrenjanin, o FK Proleter.
Disputa seus jogos no Karađorđev Park Stadium, em Zrenjanin, que tem capacidade para 18.700 espectadores. 
Atualmente compete na primeira divisão do Campeonato Sérvio de Futebol, onde seus antecessores nunca conseguiram muito destaque. A maior proeza em âmbito nacional foi quando o FK Budućnost foi vice-campeão da Copa da Sérvia e Montenegro em 2004, quando perdeu para o Estrela Vermelha por 1 a 0.
Este último resultado lhe garantiu a vaga na Copa da UEFA em 2004/05, aonde foi eliminado na segunda fase de qualificação. O adversário foi o Maribor, da Eslovênia, perdendo em casa por 2 a 1 e ganhando fora por 1 a 0, sendo eliminado pelo menor gols marcados no campo adversário.

## Títulos
O clube não possui nenhum título de relevância